# Norway House 17
Norway House 17 är ett reservat i Kanada.   Det ligger i provinsen Manitoba, i den sydöstra delen av landet, 1 800 km nordväst om huvudstaden Ottawa.
I omgivningarna runt Norway House 17 växer i huvudsak blandskog. Trakten runt Norway House 17 är nära nog obefolkad, med mindre än två invånare per kvadratkilometer.